# Angelo Grizzetti
Angelo Grizzetti est un footballeur franco-italien né le 14 mai 1916 à Vedano Olona (Italie) et mort le 20 décembre 1998 à Bry-sur-Marne. Il a évolué comme milieu de terrain à Angoulême et au RC Paris dans les années 1950.
Avec Angoulême, club de Division 2, il est demi-finaliste de la Coupe de France en 1947. Il remporte ce trophée deux ans après avec le Racing.
Son fils Gérard Grizzetti a également été joueur dans ces deux clubs.
Angelo Grizzetti effectue plus tard une carrière d'entraîneur.

## Palmarès
- Vainqueur de la Coupe de France en 1949 avec le RC Paris
- 73 matches en Division 1 avec le RC Paris

## Sources
- Marc Barreaud, Dictionnaire des footballeurs étrangers du championnat professionnel français (1932-1997), L'Harmattan, 1997, cf. page 172, notice du joueur.
- (fr) Fiche de l'entraîneur sur le site a.s.monaco.free.fr